# BELKAW
Die BELKAW GmbH ist ein regionales Versorgungsunternehmen für Strom, Erdgas, Wärme und Wasser mit Sitz in Bergisch Gladbach. Das Unternehmen versorgt in der Bergischen Region rund 200.000 Menschen. Die Gesellschafter der BELKAW GmbH sind die Stadt Bergisch Gladbach mit einem Anteil von 49,9 Prozent, die RheinEnergie AG mit Sitz in Köln hält einen Anteil von 50,1 Prozent. Die Kommunen Burscheid, Kürten, Leichlingen, Lindlar und Odenthal halten eine stille Beteiligung an der BELKAW GmbH.
Folgende Städte und Gemeinden gehören zum Versorgungsgebiet der BELKAW GmbH:
- Bergisch Gladbach (Strom-, Erdgas-, Wärme- und Wasserversorgung)
- Burscheid (Strom- und Erdgasversorgung)
- Leichlingen (Stromversorgung)
- Kürten (Stromversorgung)
- Lindlar (Strom- und Erdgasversorgung)
- Odenthal (Strom- und Erdgasversorgung)

Die BELKAW unterhält in den Orten Leichlingen, Burscheid, Bergisch Gladbach und Lindlar jeweils ein KundenCenter.

## Geschichte
Am 1. April 1914 gründeten die Stadt Bergisch Gladbach und die Continentale Wasserwerksgesellschaft AG (Berlin) die Bergische Licht-, Kraft- und Wasserwerke, heute kurz BELKAW GmbH. Seither versorgt das Unternehmen die Stadt Bergisch Gladbach mit Energie und Trinkwasser. In mehr als 100 Jahren ist die BELKAW zu einem regionalen Versorgungsunternehmen in der Bergischen Region gewachsen. Derzeit ist die BELKAW in Bergisch Gladbach, Burscheid, Kürten, Leichlingen, Lindlar und Odenthal mit Versorgungsleistungen präsent.